# Rogeria bruchi
Rogeria bruchi é uma espécie de formiga do gênero Rogeria, pertencente à subfamília Myrmicinae.